# Повчання Володимира Мономаха
«Повча́ння ді́тям Володимира Мономаха» — визначна пам'ятка літератури Київської Русі. Збереглося (без закінчення) в Лаврентіївському списку «Повісті временних літ» під 1096 роком у кількох неповних частинах. Точна дата написання 1117 рік. Пам'ятка української мови.

## Загальні відомості
З літературного погляду — це зразок популярного в античній та середньовічній літературі жанру повчань і одночасно перша в давній українській літературі спроба життєписної розповіді.
«Повчання» — оригінальний твір, у якому Володимир Мономах висловлює думки загальнодержавного, політичного та морального характеру, повчає своїх дітей бути розумними правителями, захищати інтереси Русі, боротися з князівськими міжусобицями, самим учитися й поширювати освіту, власною поведінкою подавати приклад іншим. Свої настанови він підкріплює прикладами із власного життя, розповідає про численні походи, викликані необхідністю зміцнення єдності Русі та її захисту від зовнішніх ворогів.
Перша частина «Повчання» складається з цитат з так званої ворожільної Книги псалмів. Псалтир під час ворожіння найперше розкривався на тих сторінках, які були Мономахом найбільш «зачитані». Чим раніше цитується той чи інший псалом, тим суб'єктивно важливішою була його тема для Мономаха.
За законами психологічного захисту, з тексту, що «випав», будуть виписуватися якомога більш загальні й нейтральні місця, тобто цитована і нецитована частини псалма перебувають у відношенні свідомого-підсвідомого у психіці людини: нецитована частина міститиме заборонені, витіснені теми, тінь особистості. Найпершим було процитовано 42 псалом: «Чого печалишся душе моя? Чого непокоїш мене?» У нецитованій частині 42 псалма Бог асоціюється з водними потоками: «Прикликає безодня безодню на гуркіт твоїх водоспадів, усі вали Твої й хвилі Твої перейшли наді мною».
Аналіз другої, автобіографічної частини «Повчання», дає підстави вбачати тут чітко прописану тему переправи через річку Стугну в 1093 році, яка спричинила значну психотравму Мономаху Завдяки кропіткій праці Л. Є. Махновця з віднесення згадуваних Мономахом подій до конкретних років було зроблено висновок про феноменальне відтворення князем минулих подій у чіткій часовій послідовності. Але ця чітка хронологічна послідовність має дві лакуни — перша між 1087 і 1093 роками, друга — між 1094 і 1096 роками. Не виключена можливість, що насправді це одна лакуна, а умовний центр її (1093 рік) саме і позначає психотравмуючу подію — смерть брата Ростислава у водах річки Стугни на очах у Мономаха, який не зміг (чи не захотів?) врятувати зведеного брата
Вперше текст «Повчання» Володимира Мономаха був опублікований графом О. Мусіним-Пушкіним 1793 року.

## Мова
Аналізуючи лексику «Повчання», дослідники дійшли висновку, що мова Володимира Мономаха була дуже близькою до місцевого мовлення, і в ній засвідчені такі лексеми, які нині збереглися лише в українській мові. Це проливає світло не тільки на мовні уподобання Володимира Мономаха, але й на витоки і час становлення специфічно українського лексичного фонду.
Повчаючи своїх дітей, Володимир Мономах дає їм різноманітні релігійно-моральні поради і, щоб
обґрунтувати свої настанови, надати їм відповідної вагомості, вдається до релігійних роздумів, наводить біблійні цитати, звертається до старослов'янізмів, хоч і тут основним джерелом художніх засобів залишається руська мова.
Про руську мовну основу творів Володимира Мономаха свідчать повноголосні варіанти слів (волостъ, голодъ, переступити, соромъ, череда, сторона та ін.), слова з початковим о (одинъ, одиночество), ро- (розбити, розглядати), вживання ч замість щ (помочь), перфект без зв'язки для 3-ї особи і перфект із зв'язкою для 1-ї й 2-ї осіб (безлЬпицю си молвиль; все же то далъ богъ на угодье человікомь… иже та угодья створилъ еси… якоже блудницю и разбойника и мытаря помиловалъ еси у трудъ сеои оже ся есмь тружалъ і т. ін.), руські дієприслівники (ездяче, молвяче), звичні для руської мови складні форми імперфекта (тако бо о(те)ць мои дЬяшет блаженыи; и облизахуться на ні аки волци) тощо.

## Цікаві факти
- У «Повчанні» згадується «лютий звір», який напав на Володимира Мономаха й повалив його із конем. На думку радянських зоологів Володимира Гептнера і Аркадія Слудського цим звіром був каспійський тигр. У Х—ХІІ століттях ареал проживання цього підвиду тигрів тягнувся від Кавказу до Дніпра, і доходив найпівнічніше до Чернігова[7].
- «взявши Псалтир, я в печалі розігнув його, і се мені випало: Чого печалуєшся, душе [моя]? Чого непокоїш мене?» — Псалом 41 та Псалом 42

## Критика авторства
Оскільки вказаний вище твір відсутній в інших рукописах Лаврентіївської групи літописів, таких як Радзивіллівський та Московсько-Академічний, то можна стверджувати, що дане Повчання було внесене в літопис лише у ХІV ст. Відповідно, виникає питання: наскільки твір, що з'явився в літописах через 200 років після смерті автора, може бути автентичним?[джерело не вказане 377 днів]
Повчання Володимира Мономаха написане тією ж церковнослов'янською мовою, що й літописи. Події, описані в автобіографічній частині, взяті з самих літописів. Тематика Повчання — суто релігійна. Автор видає добре знайомство з багатьма церковними творами. Тому, можна припустити, що автором даного Повчання є один з багатьох монахів, що створювали та переписували літописи. Відповідно, Повчання Володимира Мономаха — це один з багатьох псевдо-епіграфів, що містяться у літописних рукописах. Фігура князя Володимира Мономаха була дуже популярною серед частини ченців-літописців, особливо тих, що мешкали у Володимиро-Суздальській землі.[джерело не вказане 377 днів]
Володимир Мономах — єдиний київський князь, що отримав своє псевдо за дошлюбним прізвищем матері (Мономах). Тому можна припустити, що для літописців головним достоїнством цього князя було приналежність його матері до роду Візантійських імператорів — Мономахів. Через Володимира Мономаха, його сина Юрія (Георгія) Довгорукого, його внука Всеволода Велике Гніздо практично будь-який суздальський/ростовський/новгородський/московський чи інший князь доводив своє походження від візантійських імператорів. В ростовсько-суздальських літописах після імен князів обов'язково вказується «син Георгія, внук Володимира Мономаха».[джерело не вказане 377 днів]
Відповідно, поява у літописах такого псевдо-епіграфа, в якому князь возвеличується не лише своїми перемогами над половцями, а й своєю високою мораллю та глибокою релігійністю, було лише питанням часу.[джерело не вказане 377 днів]

## Дивись також
Слово про закон і благодать (ХІ ст.) — перша пам'ятка давньо-руського (давньо-українського) ораторського мистецтва
По́вість мину́лих літ
Давня українська література